# Калп, Стивен
Сти́вен Брэ́дфорд Калп (англ. Steven Bradford Culp; род. 3 декабря 1955) — американский актёр, известный по ролям Рекса Ван де Кампа в сериале «Отчаянные домохозяйки» и агента ЦРУ Клейтона Вебба в сериале «Военно-юридическая служба».

## Ранняя жизнь
Стивен Брэдфорд Калп родился в Ла-Холье (Сан-Диего, Калифорния) в семье военно-морского офицера. Он окончил Колледж Вильгельма и Марии в 1978 году, а позже поступил в Эксетерский университет. В 1981 году он получил степень магистра в Брандейском университете.

## Карьера
Калп наиболее известен по ролям Рекса Ван де Кампа в сериале «Отчаянные домохозяйки» и агента ЦРУ Клейтона Вебба в сериале «Военно-юридическая служба». Он также снялся в сериалах «Скорая помощь», «Звёздный путь: Энтерпрайз» и «Западное крыло», а кроме того появился в эпизодах таких сериалов как «Мерфи Браун», «Закон Лос-Анджелеса», «Сёстры», «Беверли-Хиллз, 90210», «Доктор Куин, женщина-врач», «Профиль убийцы», «Элли Макбил», «24 часа», «Практика», «C.S.I.: Место преступления», «Ищейка», «Морская полиция: Спецотдел», «Юристы Бостона», «Медиум», «Менталист», «Элай Стоун», «Говорящая с призраками», «Закон и порядок: Лос-Анджелес», «Главный подозреваемый», «Закон Хэрри», Family Album, U.S.A. и многих других.
Калп также снялся в нескольких фильмах, таких как «Курс анатомии», «Умереть заново», «Последняя пятница. Джейсон отправляется в ад», «Джеймс и гигантский персик», «Тринадцать дней», «Первый мститель: Другая война» и нескольких других.